# Trine Pertou Mach
Trine Pertou Mach (født 9. oktober 1969) er en dansk politiker og folketingsmedlem valgt for Enhedslisten i Sjællands Storkreds fra 1. november 2022.
Hun har tidligere været folketingsmedlem for Socialistisk Folkeparti, valgt i Københavns Storkreds (2013 - 2015).
Desuden har hun været midlertidig afløser for Ida Auken i Folketinget i to perioder i 2009 og 2011 på til sammen omkring et halvt år.
Hun har siden 2007 været bestyrelsesforkvinde for Mellemfolkeligt Samvirke, projektleder ved Institut for Menneskerettigheder og var i perioden januar-juni 2011 og april-maj 2009, stedfortrædende folketingsmedlem for Ida Auken for Socialistisk Folkeparti Da Annette Vilhelmsen trådte tilbage som formand for SF 30. januar 2014 blev Pertou Mach nævnt som ny formandskandidat, men hun afviste opfordringen.
Trine Mach blev 3. suppleant til Folketingsvalget juni 2015. Trine Mach meldte sig i oktober 2015 ud af SF.
Trine Pertou Mach er uddannet cand.scient.pol. (Statskundskab) fra Aarhus Universitet 1998. Hun er tidligere medlem af SF's hovedbestyrelse og SF's Internationale Udvalg. Hun var talsperson i JuniBevægelsen 2000-05. Mach var også fast klummeskriver i Dagbladet Information 2001-02.
11. november 2021 oplyste Trine Pertou Mach på Facebook, at hun havde meldt sig ind i Enhedslisten, og at hun hjalp partiets overborgmesterkandidat i København, Line Barfod, med hendes valgkampagne.

## Offentlige kontroverser
Pertou Mach sidder i bestyrelsen i Enkefru Plums Støttefond, hvis direktør Christian Harlang i 2009 blev genstand for en kritisk artikelserie i Berlingske Tidende. Hun havde samarbejdet med avisen, hvilket fik Harlang til gennem sin advokat, Michael Bjørn Hansen, at true med at ødelægge hendes karriere. Efterfølgende modtog Harlangs advokat en irettesættelse fra Københavns Universitet, idet han i brevet havde foregivet at være fastansat lektor ved universitetet, selvom han blot var ekstern lektor.[kilde mangler]